# Carlo Lenci (militare)
Carlo Lenci (La Maddalena, 1898 – La Muela, 13 luglio 1938) è stato un militare italiano, decorato con la medaglia d'oro al valor militare alla memoria nel corso della guerra di Spagna.

## Biografia
Nacque a La Maddalena, provincia di Sassari, nel 1898, figlio di Egisto e Maria Pia Giuliani. Dopo aver conseguito la licenza superiore presso l'Istituto tecnico di La Spezia, nel 1917, in piena prima guerra mondiale, fu chiamato a prestare servizio nelle file del Regio Esercito. Assegnato al deposito del 90º Reggimento fanteria il 12 ottobre 1917 fu ammesso a frequentare il corso per allievi ufficiali di complemento presso la Scuola militare di Parma. Nominato aspirante nel marzo 1918, e sottotenente nell'aprile successivo in servizio presso il 42º Reggimento fanteria, passò ad un reparto di arditi distinguendosi sul Piave nel corso della battaglia del solstizio e poi in quella di Vittorio Veneto. Dal giugno 1919 al settembre 1920 presta servizio in Albania nelle file della 916ª Compagnia mitraglieri del 71º Reggimento fanteria, e una volta rientrato al deposito è posto in congedo.
Nel 1923, con il grado di centurione, passa in servizio presso la Milizia Volontaria Sicurezza Nazionale, dall'agosto al novembre 1926 frequentò il III corso di educazione fisica alla Farnesina, Roma, e fu quindi nominato addetto all'istruzione premilitare. Nel 1929 venne assunto presso i sindacati dell'agricoltura svolgendo vari incarichi in Veneto e Piemonte.  Nel 1938 parte volontario per combattere nella guerra di Spagna, come comandante di compagnia del battaglione "Toro" del IV Reggimento CC. NN. della Divisione "XXIII marzo". Si distinse a Bilbao, sul Monte Jata, sul Monte Cobacho, sull'Ebro, ad Alcaniz-Calascite, e a Gandesa. Cadde il combattimento a La Muela, durante un attacco al campo trincerato di Sarrion. Per onorarne il coraggio fu decretata la concessione della medaglia d'oro al valor militare alla memoria.

### Fonti
1. 1 2 3 4 5 6 7 8 9  Generals.
2. 1 2 3  La Maddanena.
3. ↑  Medaglie d'oro al valor militare sul sito della Presidenza della Repubblica
4. ↑  Registrato alla Corte dei conti addì 17 agosto 1939,  guerra registro 27, foglio 441.